# Никола Кмезић
Никола Кмезић (1919 — 2009) био је учесник Народноослободилачке борбе и друштвено-политички радник СФР Југославије, СР Србије и САП Војводине.

## Биографија
Никола Кмезић рођен је 7. децембра 1919. године у селу Врховине код Оточца. Студирао је на Правном факултету у Београду. Као студент припадао је напредном омладинском покрету, због чега је хапшен у Суботици 1940. године, где је био члан Окружног комитета Савеза комунистичке омладине Југославије. Члан Комунистичке партије Југославије постао је 1940. године.
Учесник Народноослободилачке борбе био је од 1941. године. За време рата био је политички комесар бригаде и секретар дивизијског комитета Партије.
После ослобођења вршио је разне дужности. Био је члан Извршног већа АП Војводине, директор Предузећа „Канал Дунав—Тиса—Дунав“, секретар за пољопривреду и шумарство у Влади СР Србије, генерални директор Пољопривредне банке Југославије и директор Управе царина Југославије. Био је члан Покрајинског комитета СК Србије за Војводину и члан Централног комитета СК Србије. Од 6. маја 1974. до 5. маја 1982. године био је председник Извршног већа САП Војводине. Више је пута биран за посланика Покрајинске и Савезне скупштине. Био је члан Централног комитета Савеза комуниста Југославије.
Био је један од оснивача Свенационалног демократског фронта Војводине и члан Социјалдемократске партије Војводине.
Умро је 10. марта 2009. године у Београду.
Носилац је Партизанске споменице 1941. и више одликовања.